# Sincan
Sincan (ryska: Синджан) är en ort i Azerbajdzjan.   Den ligger i distriktet Oğuz Rayonu, i den centrala delen av landet, 200 km väster om huvudstaden Baku. Sincan ligger 391 meter över havet och antalet invånare är 1 419.
Terrängen runt Sincan är varierad. Närmaste större samhälle är Nic, 6,4 km öster om Sincan. 
Trakten runt Sincan består till största delen av jordbruksmark. Runt Sincan är det ganska tätbefolkat, med 58 invånare per kvadratkilometer.